# Primeiro Doutor
O Primeiro Doutor é a encarnação inicial do Doutor, o protagonista da série de ficção científica da BBC, Doctor Who. Foi interpretado pelo ator William Hartnell entre 1963 e 1966. Hartnell reprisaria o papel na história de aniversário de 10 anos da série, The Three Doctors, em 1973, embora de forma bastante reduzida devido a problemas de saúde. Em 1983, o ator Richard Hurndall interpretaria o Primeiro Doutor no especial de 20 anos, The Five Doctors, já que Hartnell havia morrido em 1975, e David Bradley interpretou o personagem em 2017 e 2022. Uma versão cinematográfica do personagem fora da televisão foi interpretada por Peter Cushing.
Dentro da narrativa do programa, o Doutor é um alienígena humanoide viajante do tempo de uma raça conhecida como Senhores do Tempo. Quando ele está gravemente ferido pode regenerar seu corpo, mas ao fazer isso, ganha uma nova aparência física e, com ela, uma nova personalidade. Este mecanismo permitiu que o Doutor fosse interpretado por uma série de atores ao longo dos mais de 60 anos do programa. O Doutor de Hartnell é a forma "original" do Doutor. O dispositivo do enredo de regeneração foi introduzido quando Hartnell teve que deixar a série e, ao fazer isso, estendeu a vida da série por muitos anos.

## Biografia do personagem
Quando a série estava sendo criada, o Doutor era um personagem misterioso sobre o qual muito pouco se sabia além do fato de que ele tinha uma neta, Susan Foreman, e que ambos eram de outra época e de outro mundo. Ele tinha uma máquina do tempo, a TARDIS, que se disfarçava de cabine policial e era maior por dentro. Ele e Susan também estavam no exílio, por motivos não claros. Não seria até a última aventura do Segundo Doctor que o nome do povo do Doctor, os Time Lords, seria conhecido, e o nome do planeta Gallifrey não seria conhecido até a época do Terceiro Doctor.
A série começou com os professores Ian Chesterton e Barbara Wright investigando o mistério de Susan, uma aluna que parecia possuir conhecimento científico e histórico muito além de sua idade. Ao descobrir a TARDIS em um terreno baldio, eles são levados à força pelo Doutor em uma viagem ao ano 100.000 AC. C. e depois passou dois anos em aventuras no tempo e no espaço com o Doutor.
Foi durante essa encarnação que o Doutor conheceu os Daleks e os Cybermen, raças que se tornariam seus inimigos mais implacáveis. A tripulação da TARDIS também testemunhou muitos eventos históricos, como o Reinado do Terror da Revolução Francesa, o encontro com Marco Polo na China e os astecas no México. Quando Susan se apaixonou pelo líder da resistência humana David Campbell no século 22, o Doutor a deixou para trás para que ela pudesse viver sua própria vida (The Dalek Invasion of Earth), embora tenha prometido que ela voltaria um dia (ele ainda não ). ). A tripulação da TARDIS logo se juntaria a Vicki, que havia sido resgatada do planeta Dido.
No final de uma perseguição no tempo, Ian e Barbara usaram uma máquina do tempo Dalek para voltar para casa (The Chase), seu lugar na TARDIS sendo ocupado por um piloto espacial chamado Steven Taylor. Juntos, eles encontraram outro membro da raça do Doutor na forma do "Monge Intrometido" e tiveram uma aventura no Galaxy 4. Durante a Guerra de Tróia, Vicki decidiu deixar a TARDIS para ficar com Troilus. O Doutor e Steven juntaram-se a Katarina e Sara Kingdom, mas ambos foram mortos durante a trama do Plano Diretor do Dalek.
Depois de escapar por pouco do Massacre de São Bartolomeu, o Doutor e Steven levaram uma jovem chamada Dodo Chaplet a bordo. Dodo carregou um vírus resfriado para um futuro distante, que quase eliminou os humanos e monóides que viajavam na "Arca". Um dos inimigos mais mortais do Primeiro Doctor foi o "Celestial Toyplayer", que forçou ele e seus companheiros a jogar jogos mortais. No final das contas, o Doutor conseguiu vencer o Jogo Trilógico, permitindo que todos escapassem do domínio do Homem Brinquedo.
Eventualmente, Steven e Dodo também deixaram o Doutor, Steven para ficar em um planeta alienígena como mediador (The Savages) e Dodo para ficar na Terra em 1966. O Doutor seria então acompanhado por Polly e Ben Jackson, que testemunhariam sua primeira regeneração.
A passagem dos anos castigara severamente a antiga constituição do Doutor. Depois de derrotar os Cybermen pela primeira vez em uma estação de neve da Antártida (O Décimo Planeta), o Doutor desmaiou dentro da TARDIS, e diante dos olhos surpresos de seus companheiros Ben e Polly, suas células se regeneraram pela primeira vez, dando-lhe um novo físico. forma e personalidade: o Segundo Doutor.

## Personalidade
Desde o início, o Primeiro Doutor foi um figura misteriosa. Ele apareceu como um velho frágil, apesar da revelação posterior de que ele era o mais jovem das encarnações do Doutor, e ainda assim possuía reservas inesperadas de força e vontade. (Em um dos primeiros escritos para o Writers' Guide de David Whitaker, ele descreve "Doctor Who" como "de aparência frágil, rijo e duro como um peru velho".1) Ele obviamente tinha um tremendo conhecimento de assuntos científicos. pilotar corretamente a TARDIS; sua neta explicou isso dizendo que seu avô era "um pouco esquecido". Mas a TARDIS exigia uma pilotagem especializada e a orientação do Doutor. Seus sistemas costumavam quebrar, especialmente os de navegação. Isso, juntamente com o fato de que a TARDIS foi projetada para seis pilotos, pode explicar a dificuldade do Doutor em pilotá-la corretamente. O Doutor era abrasivo, paternalista e grosseiro com seus semelhantes, embora compartilhasse um profundo vínculo emocional com sua neta Susan. Ele também era um tanto implacável, disposto a mentir - e em um caso matar - para atingir seus objetivos. Inicialmente, ele estava desconfiado de seus dois companheiros humanos, Ian e Barbara, que vieram com ele contra sua vontade. Com o tempo, no entanto, conforme eles compartilhavam aventuras juntos, ele se aproximou deles, e a tripulação da TARDIS desenvolveu um vínculo quase familiar.
Eventualmente, o Doutor começou a gostar de viajar no espaço e no tempo, levando as pessoas pelo caminho, e sempre se sentia triste ao vê-las partir, mesmo quando sabia que era para o bem delas. A personalidade do Doutor se suavizou mais ou menos depois da série de Marco Polo, e evoluiu para a figura mais familiar do avô adorado pelas crianças.
Foi também nessa época que o Doutor conheceu aqueles que seriam seus adversários mais persistentes, os Daleks e os Cybermen. O encontro com estes seria o que causaria sua primeira regeneração; depois de dizer "Este meu velho corpo ficou um pouco frágil", ele desmaiou no final da série, regenerando-se dentro da TARDIS como o Segundo Doutor.2
William Hartnell descreveu o Doutor como "um mago" e "um cruzamento entre o Mágico de Oz e o Papai Noel".3 Um tique do Primeiro Doutor era sua tendência de pronunciar as palavras com dificuldade. Às vezes era um dispositivo de desempenho deliberado: William Russell disse que foi ideia de Hartnell que o Doutor distorcesse o sobrenome de Ian Chesterton, às vezes chamando-o de "Chesserman" ou "Chatterton" Os produtores mantiveram as tomadas em que Hartnell ficou preso em suas falas. Devido ao cronograma de trabalho apertado da série, raramente era possível refazer as cenas, e o diálogo de dublagem geralmente não era uma opção. Hartnell sofria de arteriosclerose não diagnosticada que afetou sua capacidade de memorizar suas falas, que piorou conforme a série avançava.

## Aparência
No piloto original, o Doutor usava roupas contemporâneas (incluindo um terno com gravata). Quando o piloto foi refilmado, no entanto, seu guarda-roupa foi mudado para um estilo mais eduardiano. O Primeiro Doctor carregava um bastão de madeira com cabo retorcido. Em uma ocasião, ele foi visto fumando com um grande cachimbo; até o momento, ele é a única encarnação do personagem que foi visto fumando.

## Estilo de histórias
O programa foi concebido para ser educacional, então as histórias foram divididas em dois gêneros: histórico (para ensinar história) e futurista (para ensinar ciências), e esses dois gêneros frequentemente se alternavam. Porém, no final da segunda temporada ficou claro que as histórias futuristas eram muito mais populares e a equipe de produção começou a abandonar as "históricas".
A estreia dos Daleks na segunda série transformou o show de uma série infantil em um fenômeno nacional. Logo se tornou um show que toda a família queria assistir, com monstros que as crianças assistiam por trás de seus olhos ou atrás do sofá. Roteiros inteligentes e espirituosos repletos de conceitos exaltados feitos para efeitos especiais de baixo orçamento, lançando as bases para décadas de histórias que virão.

## Aparições posteriores
Apesar da regeneração, o público da televisão veria o Primeiro Doutor na tela várias vezes (sem contar flashbacks ou especiais de caridade como Dimensions in Time). Para o décimo aniversário do show em 1973, Hartnell apareceu em The Three Doctors, que também viu o retorno de Patrick Troughton como o Segundo Doctor. Devido a problemas de saúde, no entanto, Hartnell não pôde participar das filmagens regulares, então suas cenas foram filmadas separadamente no Ealing Studios (não em seu jardim ou garagem em casa, como a lenda do cinema há muito sugere).
William Hartnell morreu em 23 de abril de 1975, para o especial de 20º aniversário, The Five Doctors, o papel do Primeiro Doutor foi interpretado por Richard Hurndall, embora um pouco do Doutor de Hartnell retirado de The Dalek Invasion of Earth tenha sido usado para abrir o show.
Usando imagens arquivadas e novas imagens criadas em CGI em The Name of the Doctor, o Doutor é visto roubando a TARDIS em sua forma original.
Em The Day of the Doctor, Hartnell aparece com os outros doze médicos enquanto eles movem Gallifrey para um momento fixo no tempo. Imagens de arquivo de Hartnell e a voz de John Guilor foram usadas.6
No episódio Ouça, uma versão jovem do Doutor é interpretada por um ator infantil não creditado.
No docudrama Uma Aventura no Espaço e no Tempo, Hartnell é interpretado por David Bradley.8
No final da décima série, Bradley voltou a encarnar o Doutor, confrontando sua décima segunda encarnação enquanto este tenta resistir à "necessidade" de se regenerar. A cena terá continuidade no especial de Natal de 2017.
Outras menções:
Imagens do Primeiro Doctor podem ser vistas em The Power of the Daleks, Day of the Daleks, The Brain of Morbius, Earthshock, Mawdryn Undead, Resurrection of the Daleks, The Next Doctor, The Eleventh Hour, The Vampires of Venice, Vincent e a história do Doctor, The Lodger e The Sarah Jane Adventures intitulada Death of the Doctor.
Em Dimensions in Time, o Quarto Doutor (Tom Baker) refere-se ao primeiro como "o rabugento". O Primeiro Doctor aparece desenhado no livro de John Smith junto com outros Doctors do passado no episódio Human Nature. Em Time Crash, o Décimo Doutor diz ao Quinto: "Quando eu estava começando, bem no começo, sempre tentava ser velho, mal-humorado e importante, o que você costuma fazer quando é jovem." Um pequeno clipe do Primeiro Doutor de The Time Meddler, aparece em The Next Doctor e The Eleventh Hour. Em uma cena de Os Vampiros de Veneza, o Décimo Primeiro Doutor mostra seu cartão da biblioteca, que tem uma fotografia do Primeiro Doutor e o endereço de 76 Totters Lane. Em Vincent and the Doctor, o Primeiro e o Segundo Doctors aparecem impressionados quando o Décimo Primeiro Doctor pede à TARDIS para identificá-lo. Em The Big Bang, o Décimo Primeiro Doctor menciona brevemente o Primeiro ao se despedir de uma adormecida Amy Pond, referindo-se a ele como "o velho maluco que roubou uma caixa mágica e fugiu".
O personagem também apareceu em vários romances, histórias em quadrinhos e dramas de áudio.